# دورلاوینگن
دورلاوینگن (به آلمانی: Dürrlauingen) یک شهر در آلمان است که در گونتسبورگ واقع شده‌است.